# Hugo II van Rodez
Hugo II van Rodez (ca. 1135 - 1208) was graaf van Rodez en burggraaf van Carlat. Na de dood van zijn vader Hugo I nam hij deze titels over. Gedurende zijn leven benoemde Hugo twee van zijn kinderen tot mede-graaf. Hugo was ook een groot mecenas van troubadours, waaronder Uc Brunenc.

## Huwelijken en kinderen
Hugo trouwde in 1154 met Agnes van Auvergne. Zij kregen samen zes kinderen:
- Hugo (-1196), mede-graaf
- Gilbert
- Reinoud
- Bernard
- Willem (-1208), mede-graaf
- een dochter, trouwde met de heer van Villefort

In 1172 hertrouwde Hugo met Bertrande van Amalon. Zij kregen samen twee kinderen:
- Hendrik, zijn opvolger
- Maria, trouwde met Astrog van Aurillac